# Rhinolophus mossambicus
Rhinolophus mossambicus är en fladdermusart som ingår i släktet Rhinolophus och familjen hästskonäsor. Catalogue of Life anger inga underarter.

## Taxonomi
Holotypen insamlades redan 2006, men troddes emellertid då vara identisk med Rhinolophus hildebrandtii, som den mycket liknar. Det var först 2012 som den och tre andra fladdermöss beskrevs som sanna arter på grund av deras skillnader i ekolokalisationsfrekvensen samt resultaten från DNA-analyser.

## Beskrivning
Som alla hästskonäsor har arten flera hudflikar kring näsan. Flikarna brukas för att rikta de överljudstoner som används för ekolokalisation. Till skillnad från andra fladdermöss som använder sig av överljudsnavigering produceras nämligen tonerna hos hästskonäsorna genom näsan, och inte som annars via munnen.
Pälsfärgen är gråbrun över hela kroppen, samma färg eller obetydligt ljusare på buksidan. Huvudet är stort med en längd på nästan 3 cm, hästskodelen av näsans hudflikar är vid, 13 till 14 mm bred och underarmslängden är 6 till 6,5 cm. Ekolokalisationslätet har en medelfrekvens av 35 till 38 kHz.

## Utbredning
Arten är för närvarande (2014) endast känd från fem lokaler i Moçambique och en i Zimbabwe. Då lokalerna emellertid är vitt spridda, antar man dock att arten finns över ett mycket större område.

## Ekologi
Då arten är så nyligen beskriven, är inte mycket känt om dess biologi. Den har påträffats på savanner på höjder mellan 60 och 1 000 m, och det är i detta habitat man förväntar sig att arten förekommer.